# Alan I Wielki
Alan I Wielki (zm. 907), hrabia Vannes i książę Bretanii (dux Brittonium) od 876 r. do śmierci. Był prawdopodobnie jedyną osobą tytułującą się królem Bretanii (rex Brittaniæ), która posiadała formalną zgodę cesarza.

## Życiorys
Alan był drugim synem hrabiego Ridoredha z Vannes, W 876 r. zastąpił swojego zmarłego brata, Paskwetena, jako książę Bretanii i hrabia Vannes. Strefą jego wpływów była południowo-wschodnia Bretania. Od początku swojego panowania musiał toczyć wojnę z konkurentem do tronu, Judicaelem z Rennes, który kontrolował zachodnią Bretanię. Po kilku latach walk Alan i Judicael zawarli sojusz przeciwko wikingom. W 888 lub 889 r. Judicael zginął w bitwie z wikingami pod Questembert. W 890 r. Alan pokonał wikingów pod Saint Lo spychając ich do pobliskiej rzeki, gdzie wielu z nich utonęło.
Po śmierci Judicaela Alan został samodzielnym władcą Bretanii. Jego władza rozciągała się nie tylko na bretońskie ziemie Léonu, Domnonée, Cornouaille i Vannetais, ale także na frankijskie hrabstwa Rennes, Nantes, Coutances i Avranches, oraz na zachodnie partie Poitou (tzw. Pays de Retz) i Andegawenii. Wschodnią granicą jego posiadłości była rzeka Vire. Alan musiał toczyć walki o Nantais z hrabią Andegawenii Fulkiem I, ale udało mu się utrzymać sporną prowincję w swoich rękach.
Według "Kroniki anglosaskiej" po śmierci króla zachodniofrankijskiego Karlomana w 884 r., jego następca, król Karol Otyły, nadał Bretanii status niezależnego królestwa, ale ten fakt jest mało prawdopodobny. W każdym razie do końca swojego panowania Alan używał królewskich regaliów i nosił tytuł królewski.
Potęga Alana ugruntowała się podczas słabych rządów Odona i Karola Prostaka. Przez ten czas Bretania była stale atakowana przez wikingów. Alan zmarł w 907 r. Po jego śmierci wyniszczoną Bretanię opanowali wikingowie, którzy pozostali tam do 936 r., kiedy władzę na półwyspie uzyskał wnuk Alana po kądzieli, Alan II Krzywobrody. Żaden z następców Alana nie nosił już tytułu królewskiego.

## Rodzina
Żoną Alana była Oreguena. Alan miał z nią następujące dzieci:
- Paskweten (zm. ok. 903)
- Guerec
- Budic
- Rudalt, hrabia Vannes
- nieznana z imienia córka, żona Mathueodiego, hrabiego Poher, matka Alana II
- nieznana z imienia córka (zm. przed 913), żona Tanguiego, hrabiego Vannes